# Суда (энциклопедия)
«Су́да» (греч. Σοῦδα; устаревш. «Сви́да», греч. Σουΐδας, латинизир. Suda, Suidas; Словарь Суда, Лексикон Свиды) — крупнейший энциклопедический словарь на греческом языке. Датируется X—XI веками.

## Сведения
Составление словаря «Суда» («Τὸ μὲν παρὸν βιβλίον Σοῦδα, οἱ δὲ συνταξαμἐνοι τοῦτο ἄνδρες σόφοι») было начато в Византии во второй половине X века. Неизвестно, кем и как был составлен этот грандиозный по масштабу труд, хотя есть основания предполагать, что автор или авторы принадлежали к лицам духовного звания. Время его создания оценивается по именам византийских императоров, упоминаемых в текстах. По-видимому «Суда» начала писаться позже 970 года. Так, например, в её статье «Адам ('Αδάμ)» события доводятся до смерти императора Иоанна I Цимисхия (969—976). Затем «Суда» была дополнена в XI веке, возможно, уже другими составителями.
Долгое время, вплоть до XX века, византинисты считали, что слово «Свида» — это имя составителя словаря. В этом они следовали Евстафию Фессалоникийскому (так, например, указано и в словаре Брокгауза и Ефрона). Сейчас, начиная с Франца Дёльгера, значение «Суда» относят к греко-византийскому слову, обозначающему буквально ограду, а в переносном смысле крепость, свайную постройку. Однако, возможно и то, что всё же автором этого произведения является Свида (А. И. Иванов).
«Суда» содержит толкование 30 тысяч словарных статей преимущественно греко-античного происхождения. При составлении словаря термины и имена собственные извлекались как непосредственно из античных источников, многие из которых утеряны к нашему времени, так и из более поздних (позднеантичных, византийских и др.) компиляций. При составлении «Суды» в основном использовались не сохранившиеся до нашего времени справочные издания (этимологические словари, собрания пословиц, схолии к древнегреческим классическим писателям), а также Библия и апокрифы (иногда утраченные), и византийские хроники (например, Хроника Георгия Амартола).
«Суда» — выдающийся памятник византийской учености, уникальный по полноте исторический источник по истории античности и Византии (и даже ранней Болгарии). Она включает множество сведений по филологии, истории, искусству, естествознанию и, является как бы лексикографическим и энциклопедическим сводом античного и византийского культурного наследия своей эпохи. Словарь включает многочисленные цитаты античных авторов, даёт краткие биографии известных в античное время писателей, софистов и политических деятелей. В «Суде» также даются толкования некоторых древнегреческих слов, видимо, вышедших из употребления к X веку. Филологический материал (грамматика, лексика, история и литература) у «Суды» является преобладающим.
Цель «Суды», если судить по подбору терминов, состояла в том, чтобы предоставить подробнейший справочный материал для грека X века, претендовавшего на то, чтобы считаться образованным и всесторонне развитым человеком.
Словник «Суды» организован в несколько изменённом алфавитном порядке; одинаковые по произношению буквы сгруппированы, удвоенные согласные учитываются как простые:
α, β, γ, δ, αι, ε, ζ, ει, η, ι, θ, κ, λ, μ, ν, ξ, ο, ω, π, ρ, σ, τ, οι, υ, φ, χ, ψ.

## Авторы, цитируемые в «Суде»
В «Суде» упоминается множество греческих, римских и более поздних авторов, некоторые из которых известны только благодаря этому. Среди тех из них, о ком сведения в Суде достаточно важны и дополняют античную традицию, некоторых можно выделить:
- Абарис (полулегендарный жрец и поэт)
- Адриан (греческий поэт)
- Арион (греческий лирический поэт)
- Клавдий Элиан (римский ритор и философ)
- Стесихор (греческий лирический поэт)
- Алексид (греческий комический поэт)

## Издания и переводы
Впервые «Суда» была издана в Милане философом и грамматиком Димитрием Халкокондилом в 1499 году. Альдoвское издание в Венеции 1516 года иногда имеет существенные отличия от него, поскольку было основано на другой рукописной традиции.
В 1581 году в швейцарском Базеле вышел перевод «Суды» на латинский язык.
Словарь «Суда» с XVI века был известен и на Руси. Более ста статей из него были переведены Максимом Греком (с миланского издания 1499 года).
До 1998 года не существовало перевода «Суды» на английский язык. Но начиная с 2000 по 2014 год в рамках онлайн-проект «Suda On Line», энтузиасты перевели «Суду» с греческого на английский. Для перевода использовалось издание, отредактированное датским библиотекарем Адой Адлер (англ.) — Suidae Lexikon, Leipzig, 1928—1938 гг.